# Kastell Aradul Nou

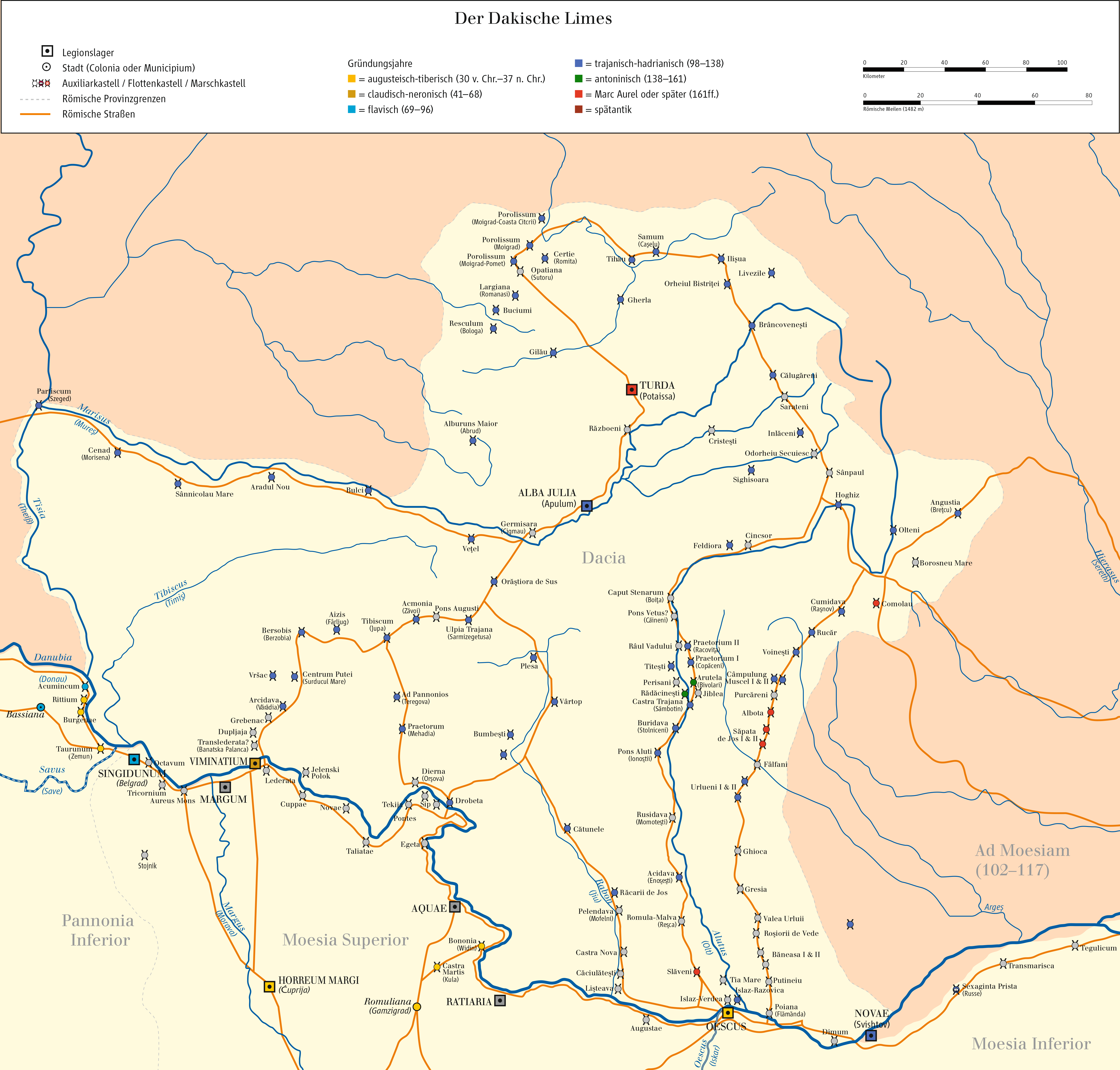

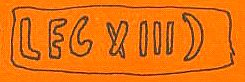
Ziegelstempel der Legio XIII Gemina aus Aradul Nou

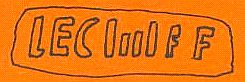
Ziegelstempel der Legio IIII Flavia Felix aus Aradul Nou

Das Kastell Aradul Nou ist ein vermutetes römisches Auxiliartruppenlager (Hilfstruppenlager) und Bestandteil der Außenlinie in der westlichen Festungskette des dakischen Limes (limes Daciae), auf dem Gemeindegebiet des Munizipium Arad, IV. Bezirk Neu-Arad, im rumänischen Kreis Arad. Landschaftlich/regional gehört das Gebiet zum Banat.

## Entwicklung und Funktion
Die große dakische Siedlung, die sich am Südrand der heutigen Stadt Arad befand, wurde während des ersten dakischen Krieges (101–102 n. Chr.) von der römischen Armee niedergebrannt. Im Laufe des zweiten Dakerkrieges (105–106 n. Chr.) okkupierte Trajan auch die Landstriche nördlich des Mureș (lat.: Marisus) und gliederte sie in die Provinz Dacia Superior ein. Auf dem Gebiet des heutigen Stadtbezirks Neu–Arad erbaute die römische Armee ein Kastell, das zunächst wohl von Legionsvexillationen belegt war. Der möglicherweise später in diesem Kastell stationierten Auxiliarkohorte oblag unter anderem die Überwachung und Sicherung der Straßenverbindung von Micia nach Partiscum, die dem südlichen Ufer des Flusses Mureș in Richtung Nordwesten folgte.
Vier aufgefundene Ziegelstempel der Legio XIII Gemina und der Legio IIII Flavia Felix scheinen zumindest die Identifizierung des Fundplatzes als römische Militäranlage zu bestätigen. Vermutlich wurde die Befestigung im frühen 2. Jahrhundert von Vexillationen dieser beiden Legionen erbaut. Ihre Ziegel wurden häufig am Unterlauf der Mureș gefunden, so z. B. in Bulci, Cladova, Periam, Sânnicolau Mare und Szeged. Dies ist wohl auch ein Beleg dafür, dass die Römer dieses Gebiet schon am Beginn ihrer Herrschaft in Dakien unter Kontrolle gebracht hatten. Bis jetzt hat man allerdings die meisten der römischen Befestigungen entweder überhaupt nicht oder nur wenig untersucht (Stand 2003).

## Fundverbleib und Denkmalschutz
Die Ziegelstempel befinden sich heute im Museum für Archäologie und Geschichte (rumänisch Muzeul de Arheologie și Istorie), in Arad.
Die gesamten archäologischem Stätten stehen nach dem 2001 verabschiedeten Gesetz Nr. 422/2001 als historische Denkmale unter Schutz und sind unter den LMI-Codes AR-I-s-B-00423 (römerzeitliche Fundstelle) und AR-I-s-B-00424 (dakische Siedlung) auf der Webpräsenz des Repertoriul Arheologic Naţional in der nationalen Liste der historischen Monumente (Lista Monumentelor Istorice) eingetragen. Die RAN-Codes lauten 9271.18 (Römerzeit) und 9271.02 (Daker). Zuständig sind das Ministerium für Kultur und nationales Erbe (Ministerul Culturii şi Patrimoniului Naţional), insbesondere das Generaldirektorat für nationales Kulturerbe, die Abteilung für bildende Kunst sowie die Nationale Kommission für historische Denkmäler sowie weitere wichtige, dem Ministerium untergeordnete Institutionen. Ungenehmigte Ausgrabungen sowie die Ausfuhr von antiken Gegenständen sind in Rumänien verboten.